# خسف ألبرتين

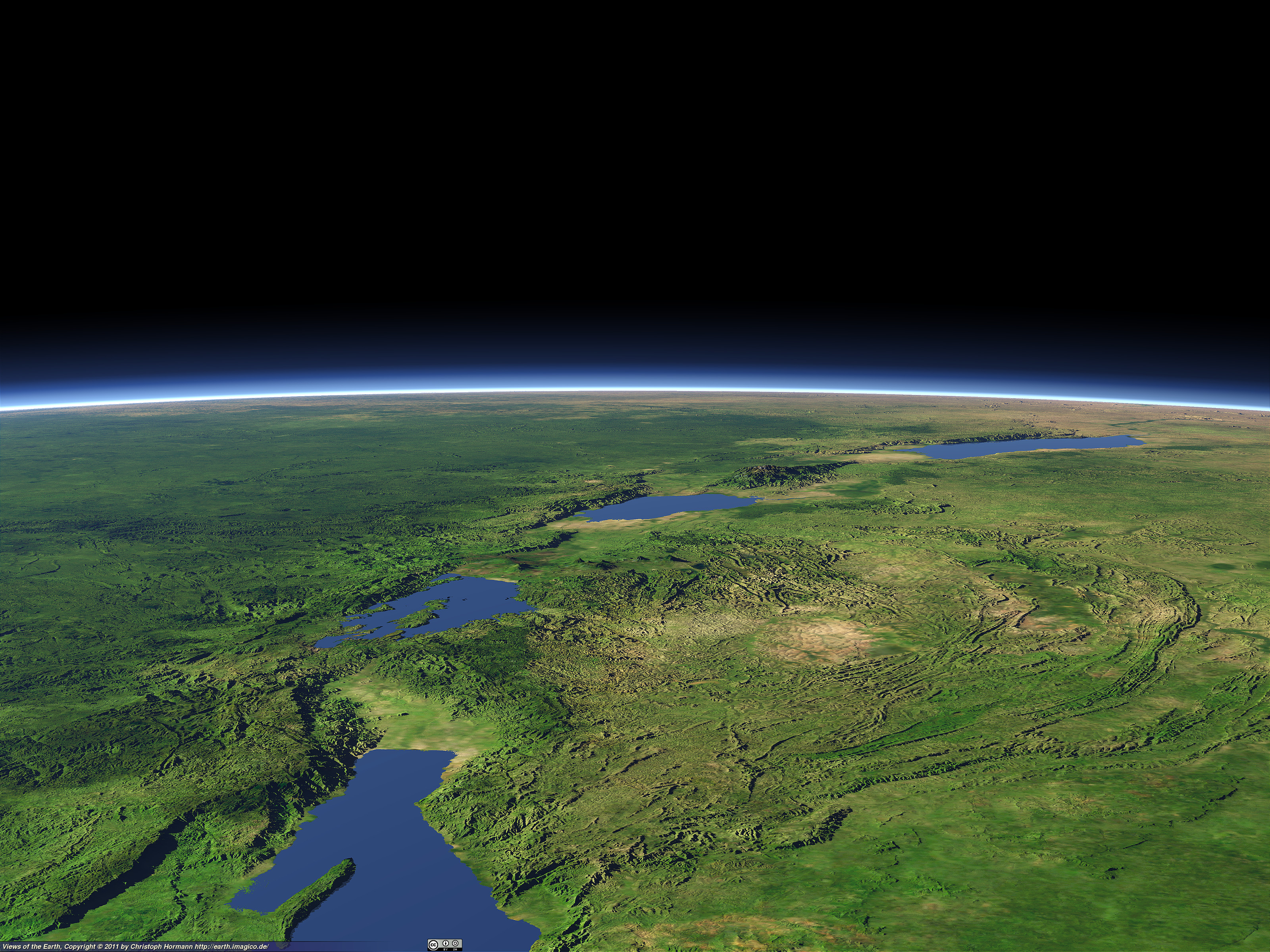
عرض اصطناعي لخسف ألبرتين. تشمل المعالم المرئية (من الخلفية إلى المقدمة، وشمال): بحيرة ألبرت، وجبال روينزوري، وبحيرة إدوارد، وجبال فيرونجا، وبحيرة كيفو، وشمال بحيرة تنجانيقا.

خسف ألبرتين هو الفرع الغربي لخسف شرق إفريقيا، ويغطي أجزاء من أوغندا وجمهورية الكونغو الديمقراطية ورواندا وبوروندي وتنزانيا. ويمتد من الطرف الشمالي لبحيرة ألبرت إلى الطرف الجنوبي لبحيرة تنجانيقا. ويشمل المصطلح الجُغْرافِيّ الوادي والجبال المحيطة به.